# Bergdrongo
De bergdrongo (Chaetorhynchus papuensis) is een zangvogel uit de familie Rhipiduridae (waaierstaarten). Voorheen was deze soort geplaatst in de familie Dicruridae. De plaatsing van deze soort in deze familie is mogelijk discutabel. Het is een endemische vogelsoort in Nieuw-Guinea.

## Kenmerken
De bergdrongo is 20 cm lang. Het is een overwegend blauwzwarte vogel die erg op een vliegenvanger lijkt door zijn houding en gedrag.

## Verspreiding en leefgebied
De bergdrongo komt voor in het middelgebergte van het hoofdeiland Nieuw-Guinea op een hoogte tussen de 600 en 1600 m boven de zeespiegel. Het leefgebied is regenwoud waar hij jaagt op insecten in de middenzone tussen de hoge boomkronen en de ondergroei, vaak in gemengde groepen.

## Status
De bergdrongo heeft een groot verspreidingsgebied en de grootte van de populatie is niet gekwantificeerd. Trends in populatie-aantallen zijn niet bekend. Om die redenen staat de bergdrongo als niet bedreigd op de Rode Lijst van de IUCN.